# Kwadrylion
Kwadrylion – liczba o wartości: 1 000 000 000 000 000 000 000 000 = 1024, czyli jedynka i 24 zera w zapisie dziesiętnym.
W krajach stosujących tzw. krótką skalę (głównie kraje anglojęzyczne) kwadrylion oznacza 1 000 000 000 000 000 = 1015, czyli biliard w pozostałych krajach.
W układzie SI mnożnikowi 1024 odpowiada przedrostek jednostki miary jotta o symbolu Y, a jego odwrotności (jedna kwadrylionowa) 10-24 odpowiada jokto o symbolu y.